# 対垂三角形

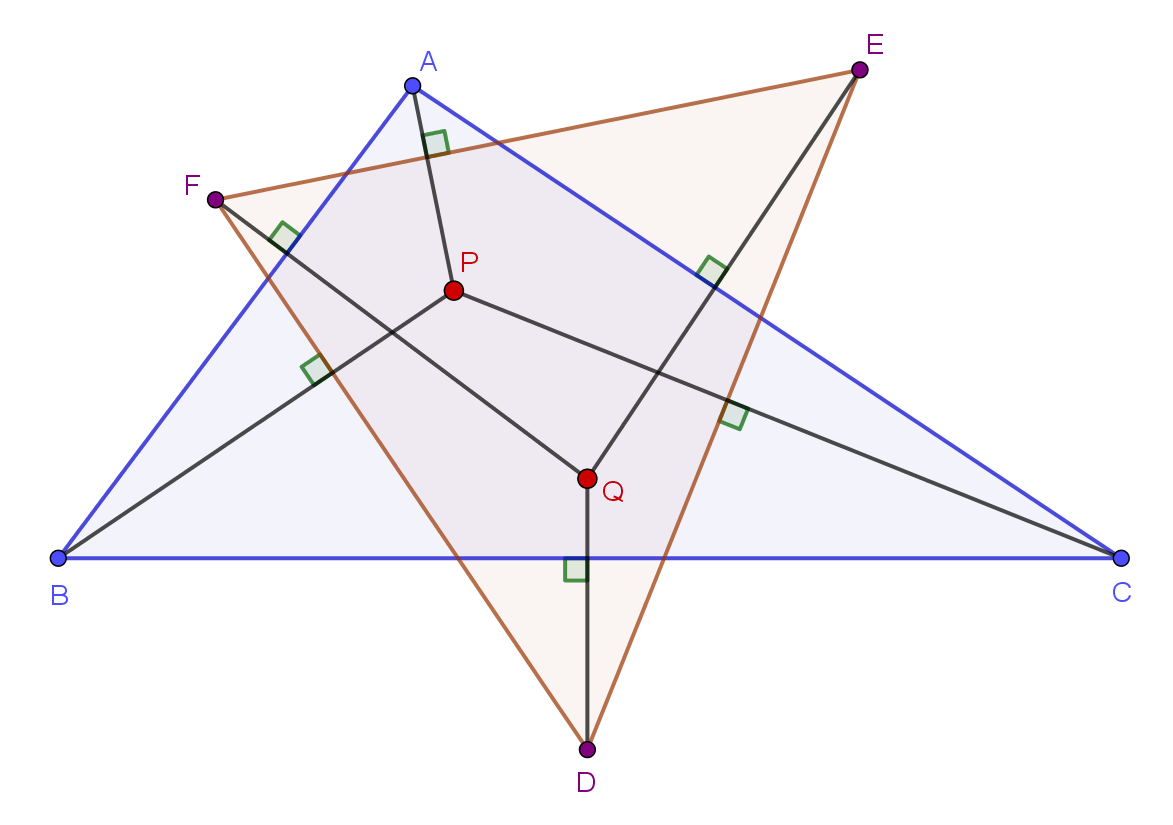
2つの対垂三角形

幾何学において、二つの三角形が対垂（たいすい、英: orthologic）であるとは、一方の三角形の頂点から対応するもう一方への、辺へ降ろした垂線が共点であることを指す。 2つの三角形は対称的な性質を示す。△ABCと△DEFについて、頂点A, B, Cから辺EF, FD, DEに降ろした垂線が一点で交われば、頂点D, E, FからBC, CA, ABに降ろした垂線もまた、別の一点で交わる。この2点を対垂の中心（orthology centers）という。
なお、この関係は垂線に限らず、任意の角でも同様に成立する。このとき、2つの三角形は対等角三角形（isologic）と呼ばれる。例えば、0°とするならば、マクスウェルの定理となる。

## 対垂三角形の例
基準三角形と対垂である三角形を挙げる。
- 中点三角形
- 逆補三角形
- 垂心三角形
- 接触三角形
- 外接三角形
- extouch triangle (Extouch triangle)
- 傍心三角形
- 任意の垂足三角形

## ソンダーの定理
2つの三角形が、対垂かつ配景である（bilogicである）とき、2つの対垂の中心及び配景中心は、配景の軸に垂直な直線上にある。これをソンダーの定理（Sondat's theorem）という。